# Ocna de Sus, Harghita
Ocna de Sus (în maghiară Felsősófalva) este un sat în comuna Praid din județul Harghita, Transilvania, România.

## Monumente
- Biserica reformată din Ocna de Sus

## Imagini

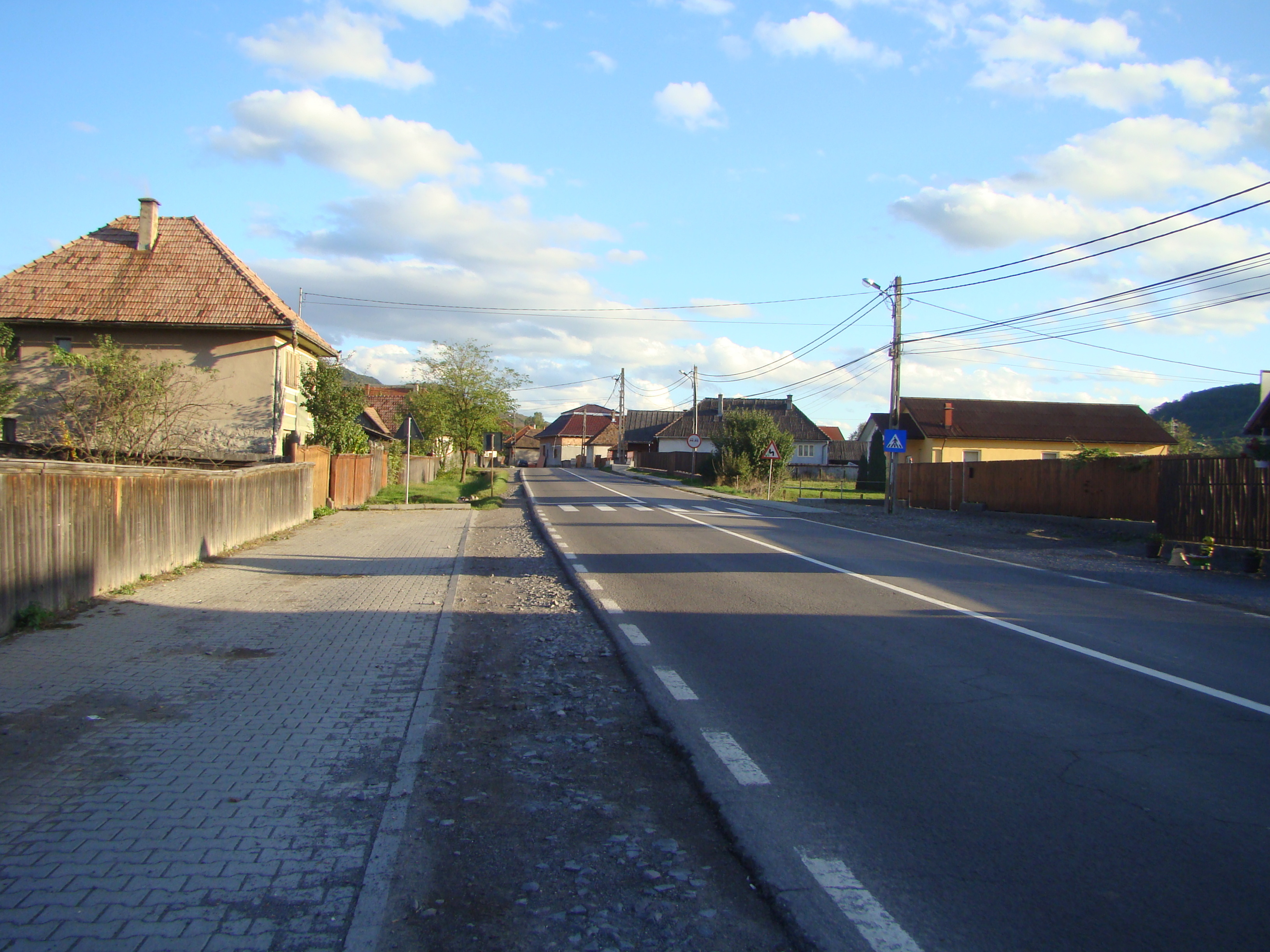
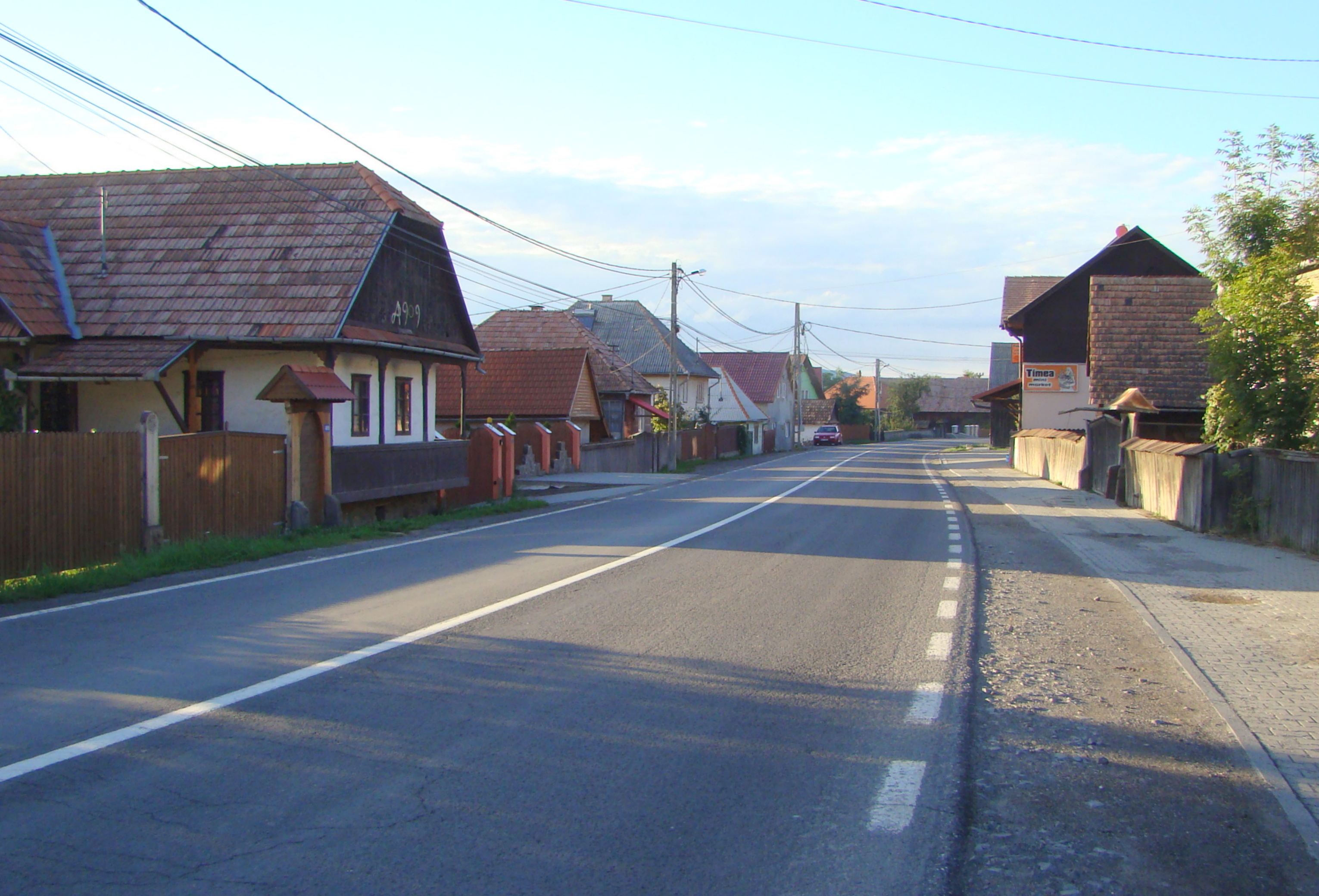
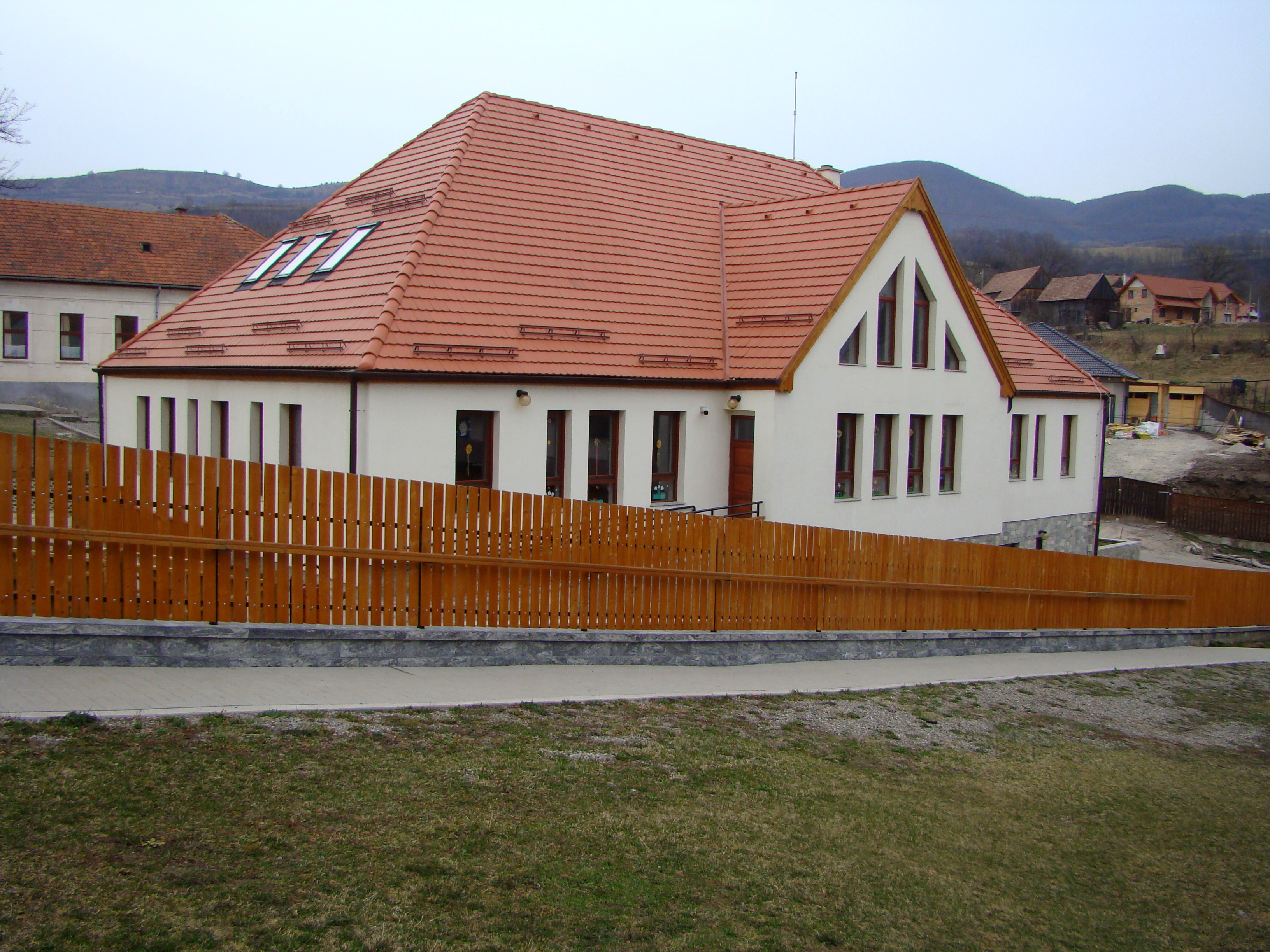
Grădinița
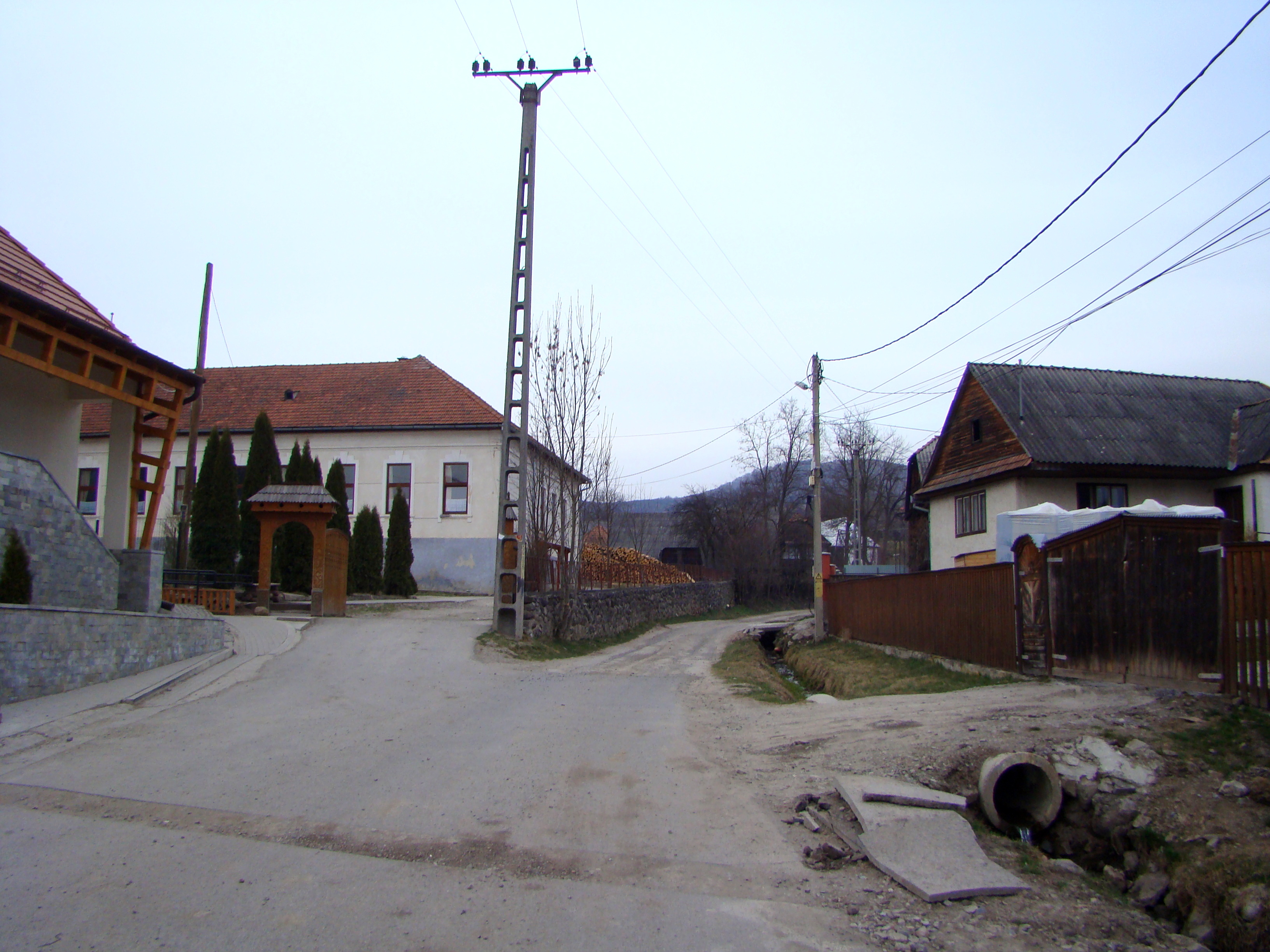
Strada Școlii
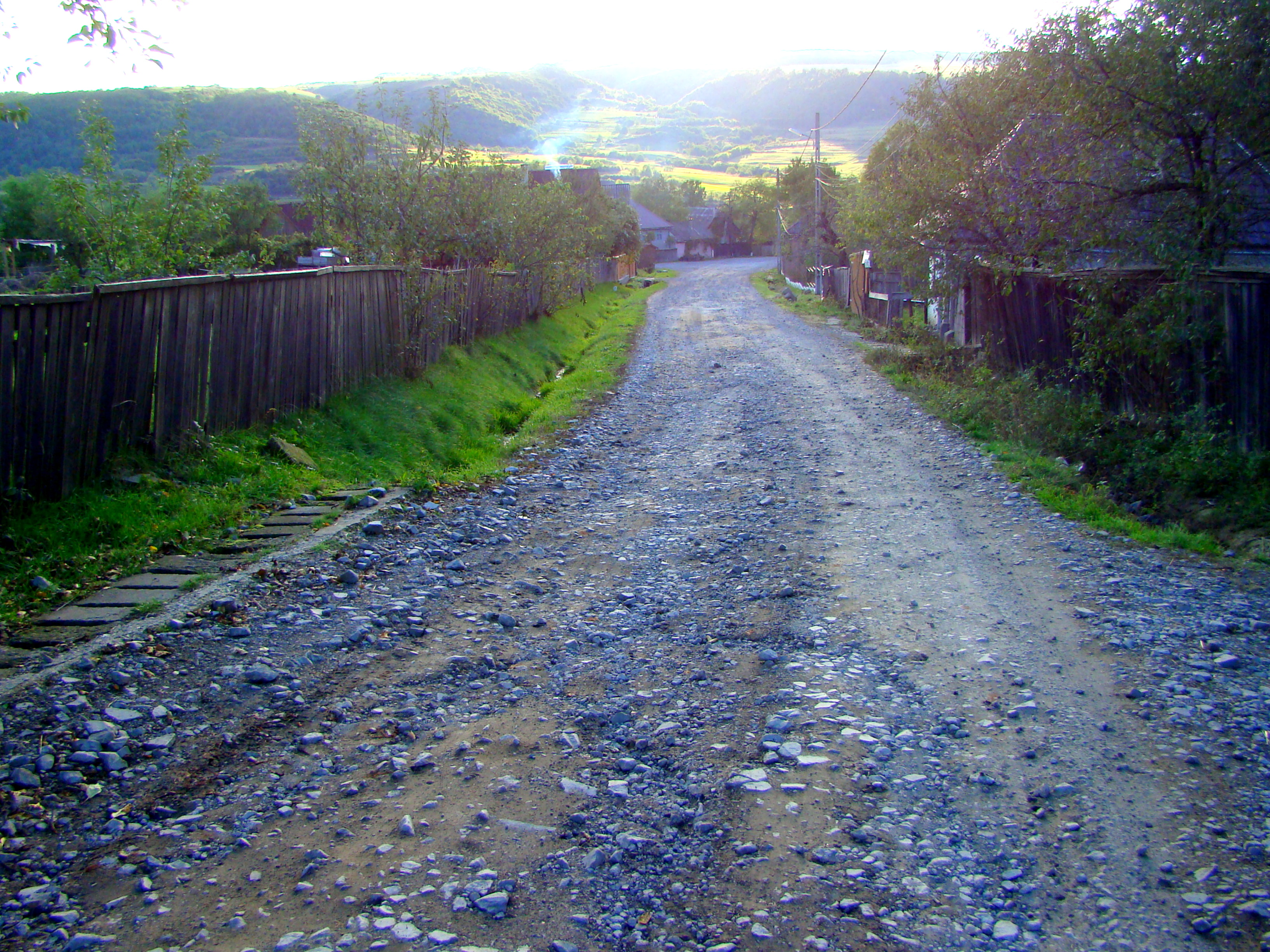
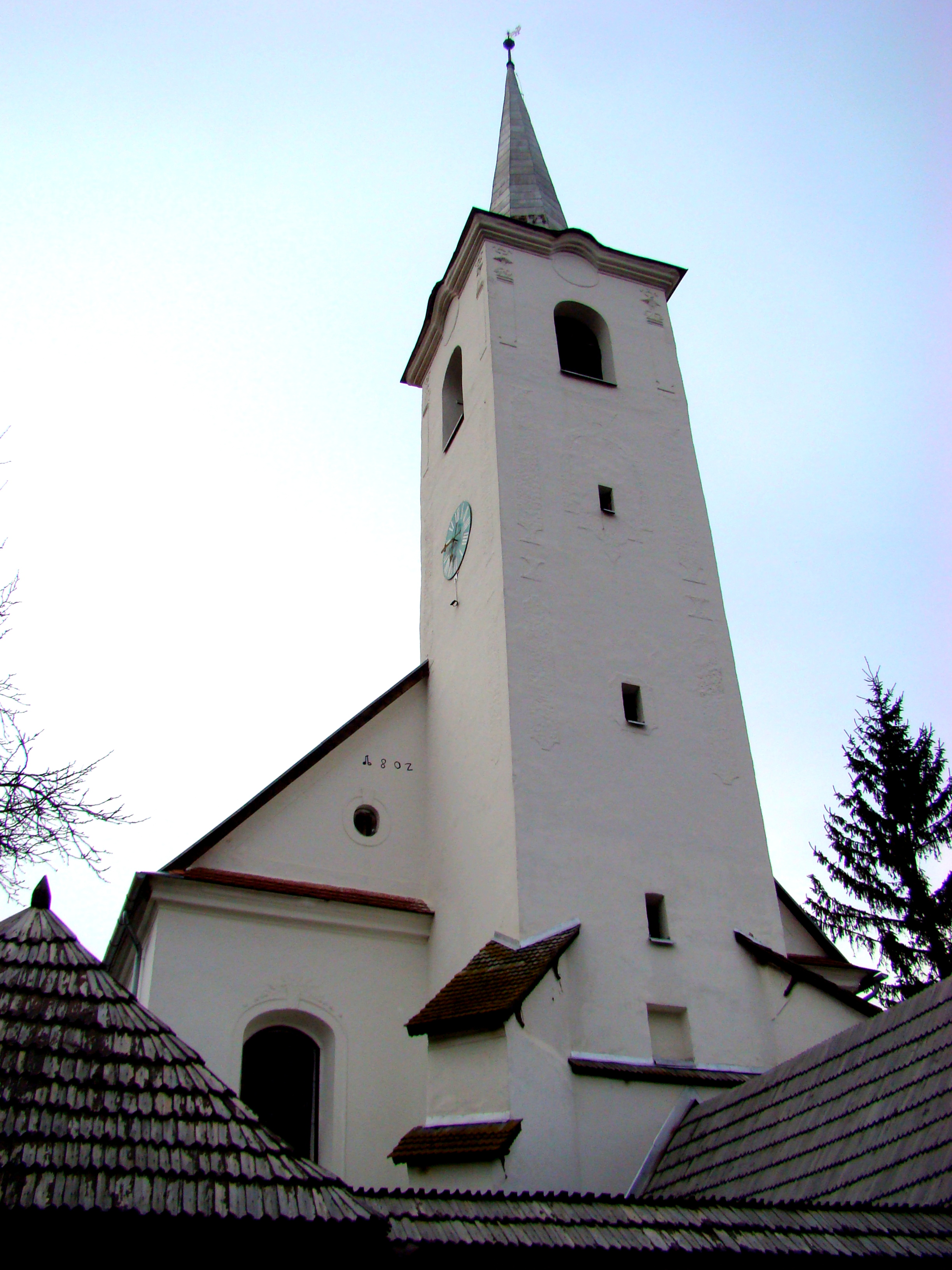
Biserica reformată (monument istoric)
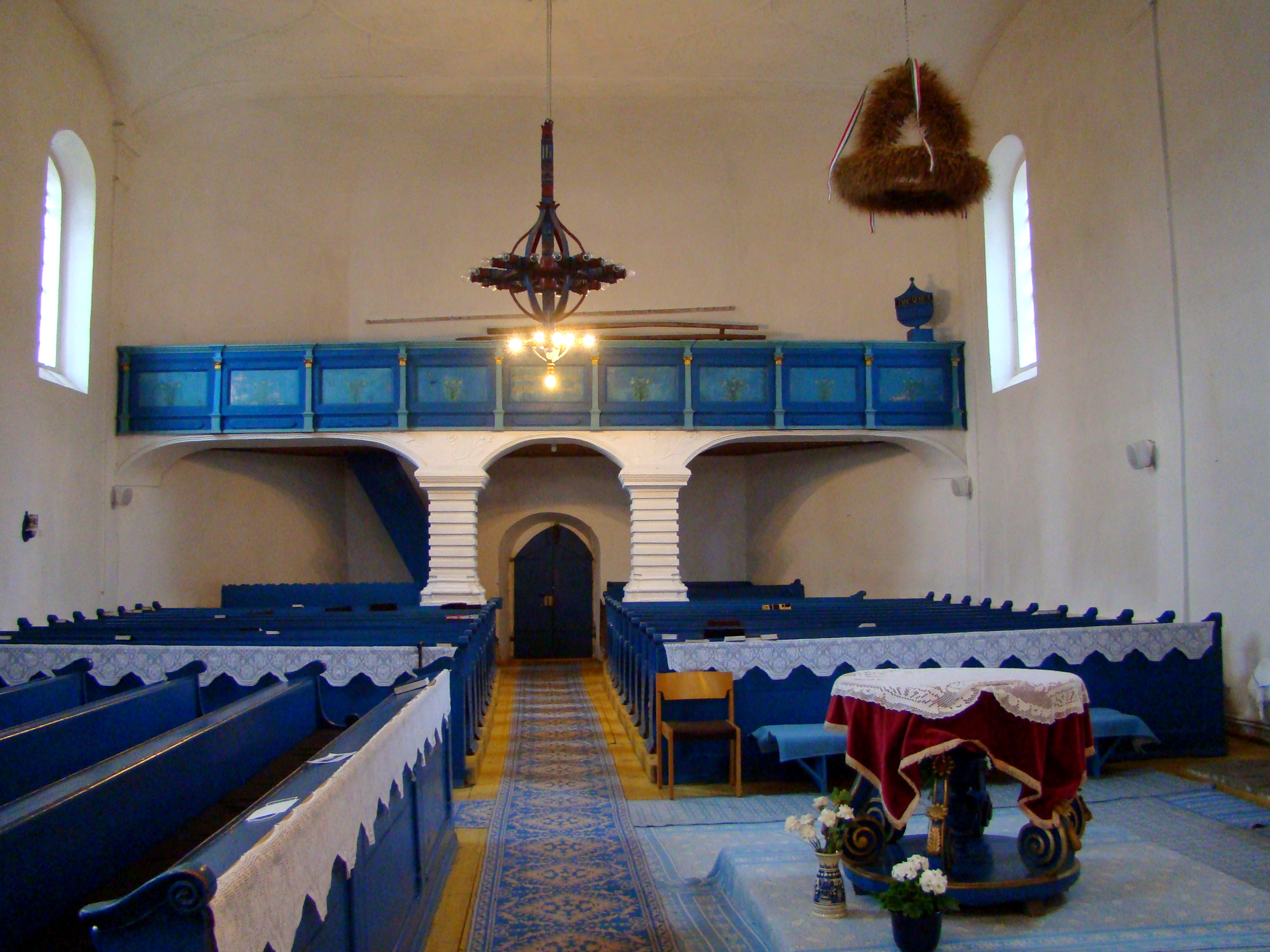
Biserica reformată (monument istoric)
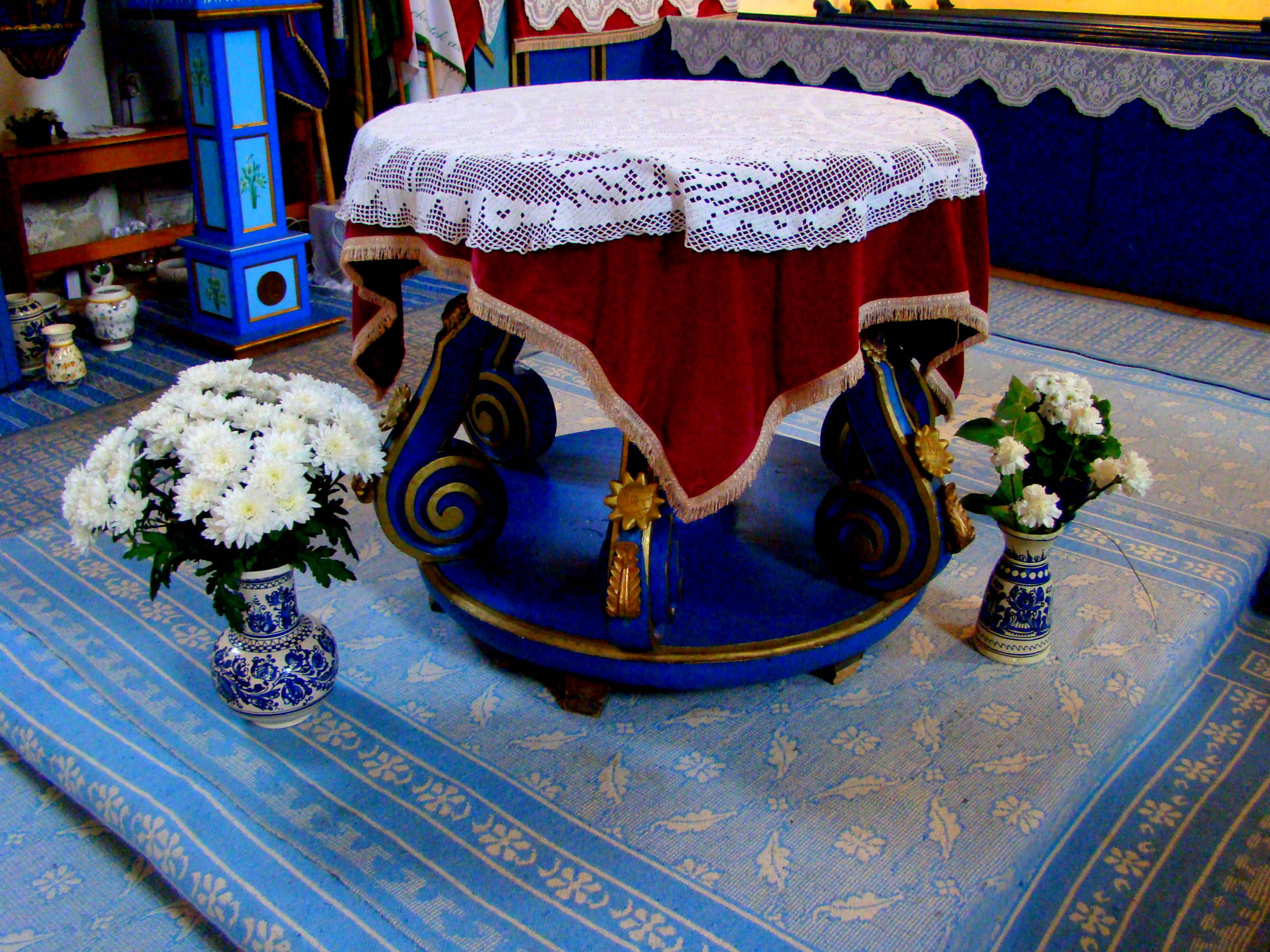
Masa Domnului
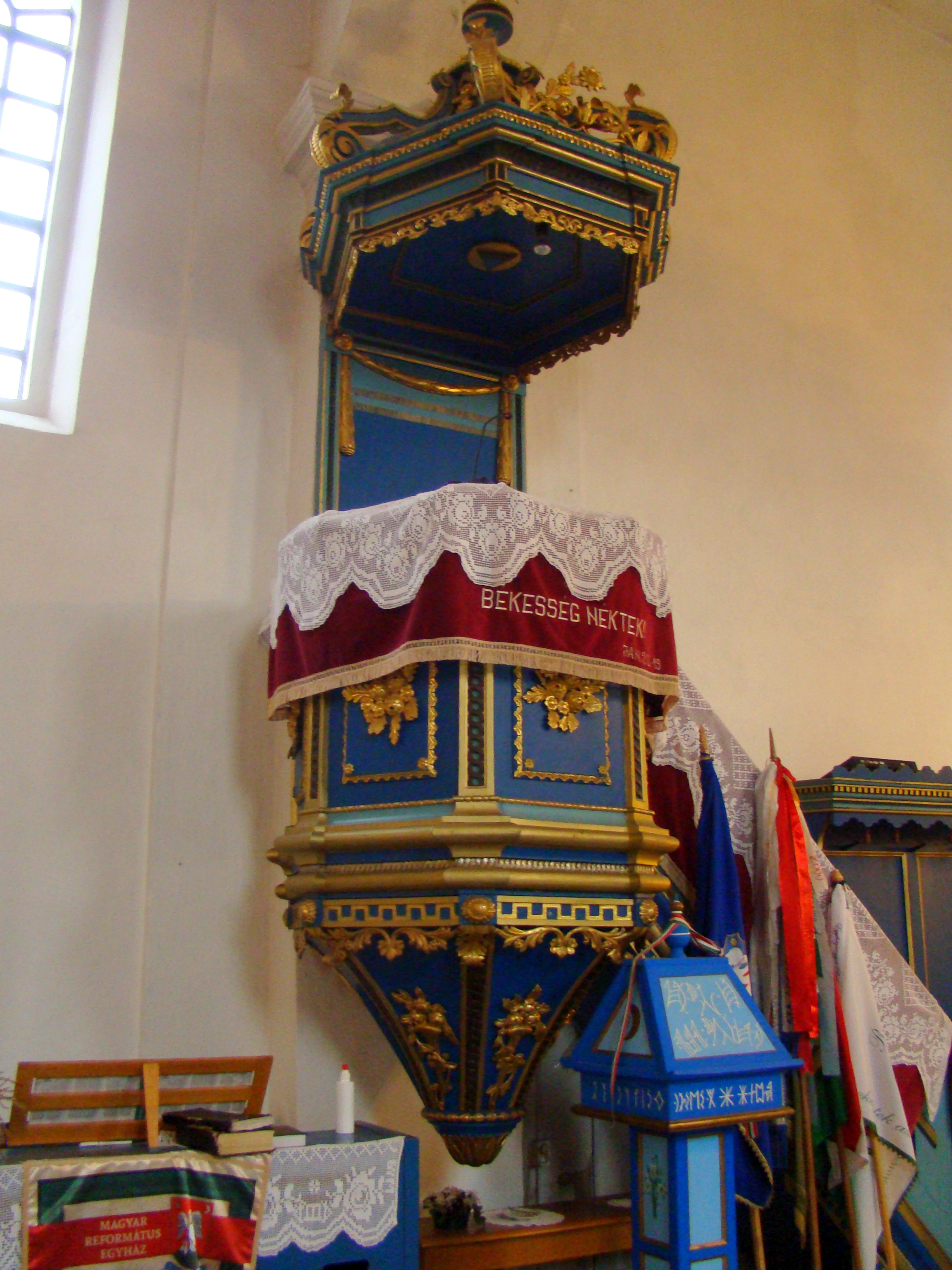
Amvonul
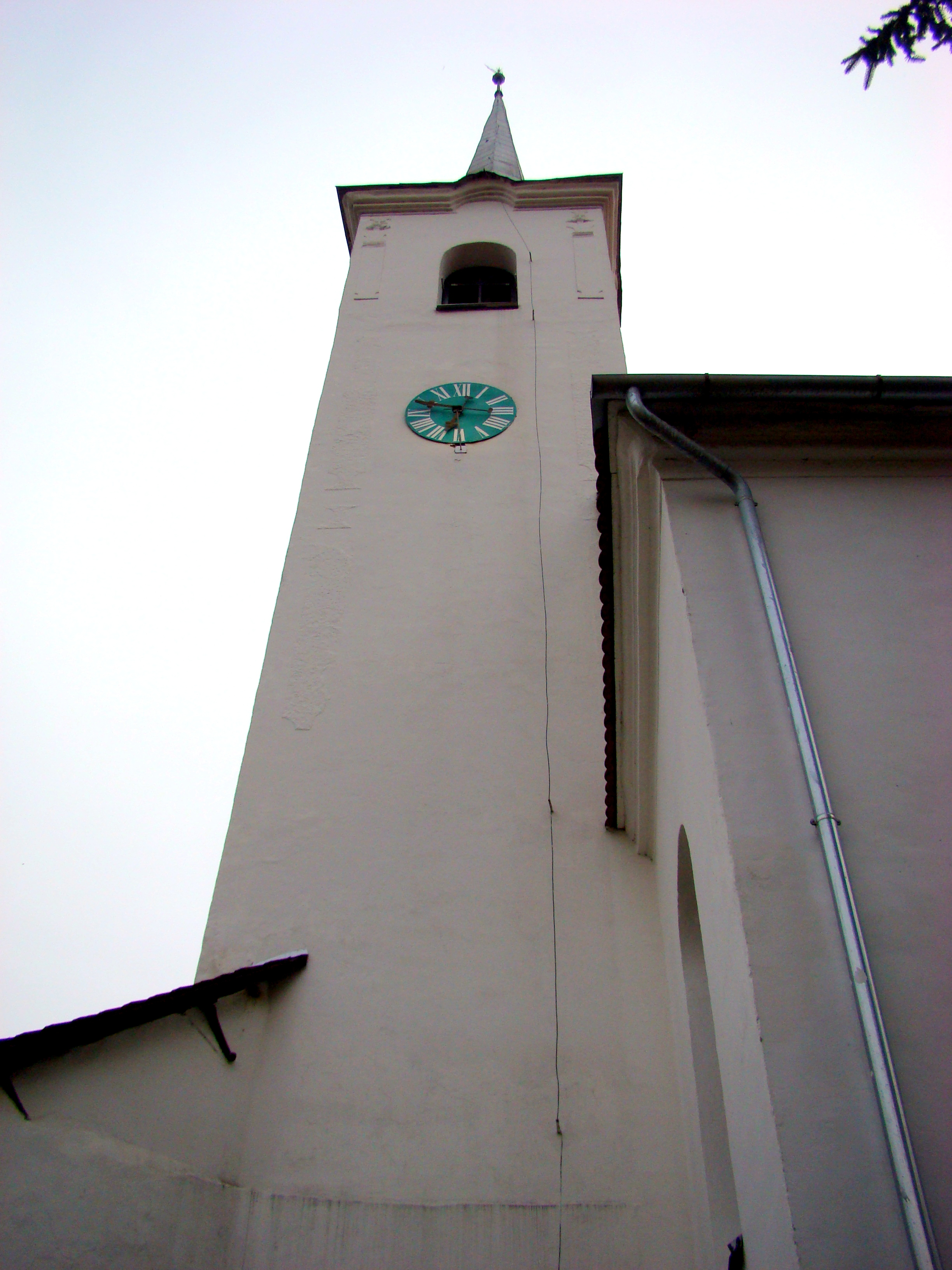
Turnul cu ceas
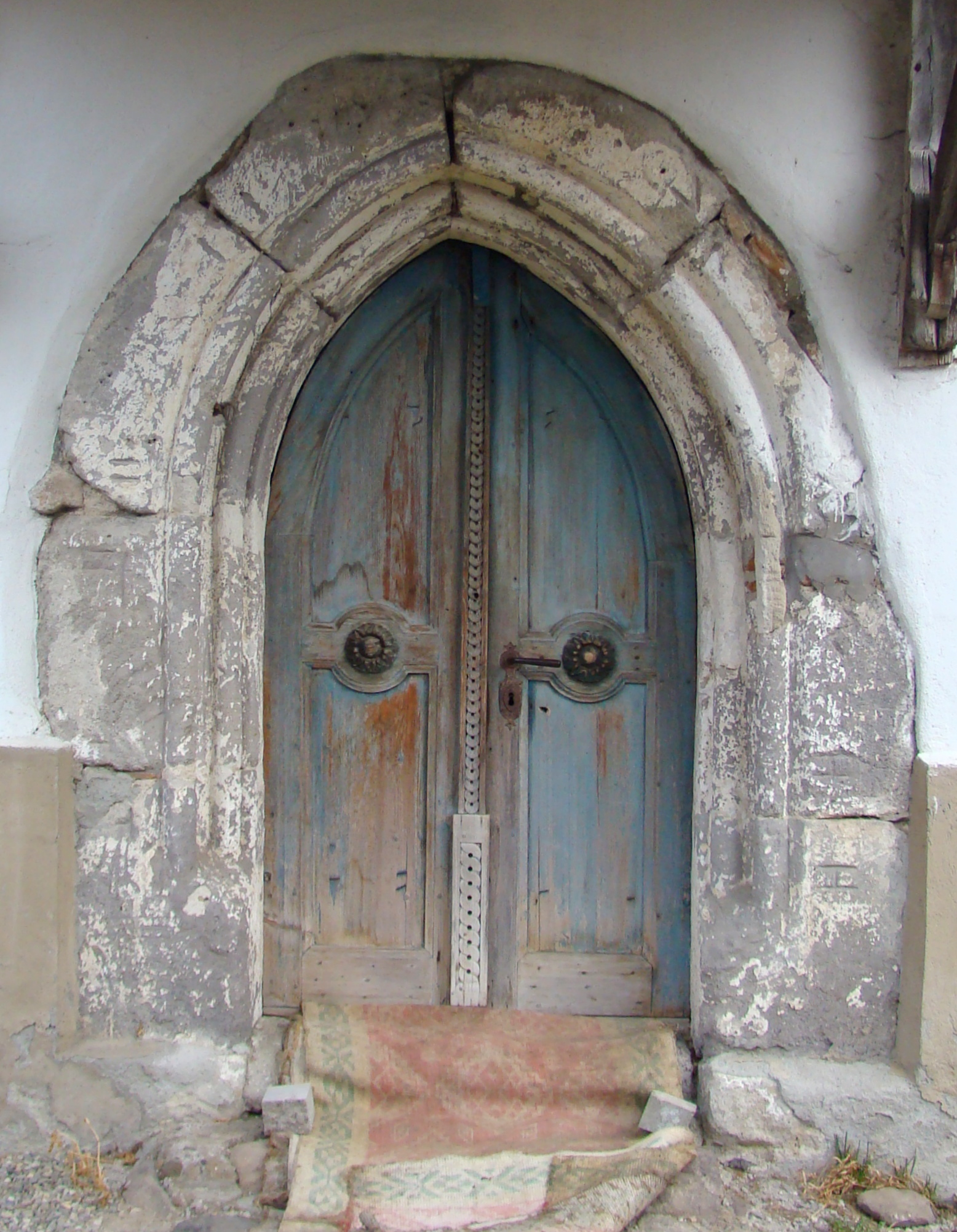
Portalul gotic în arc frânt
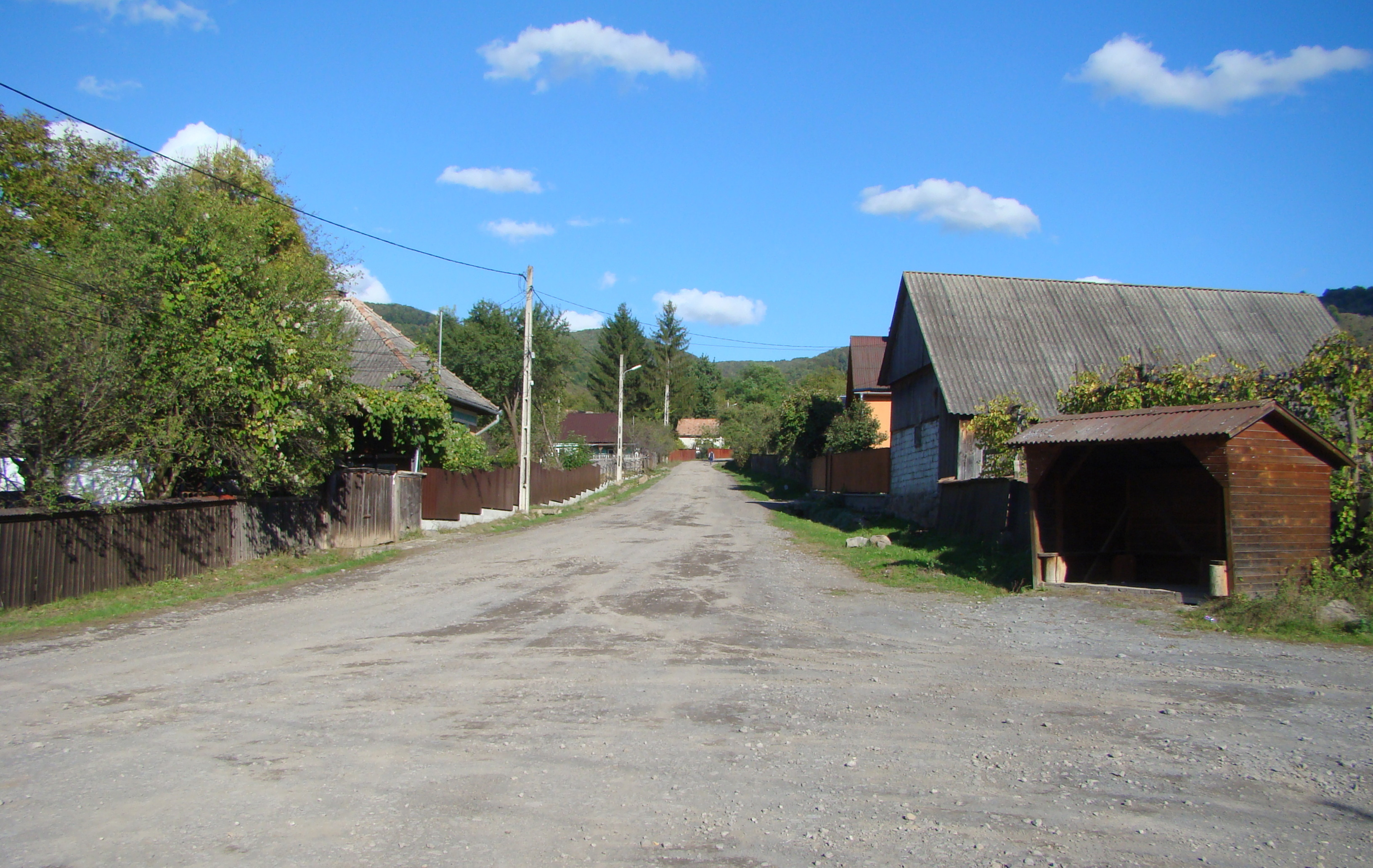
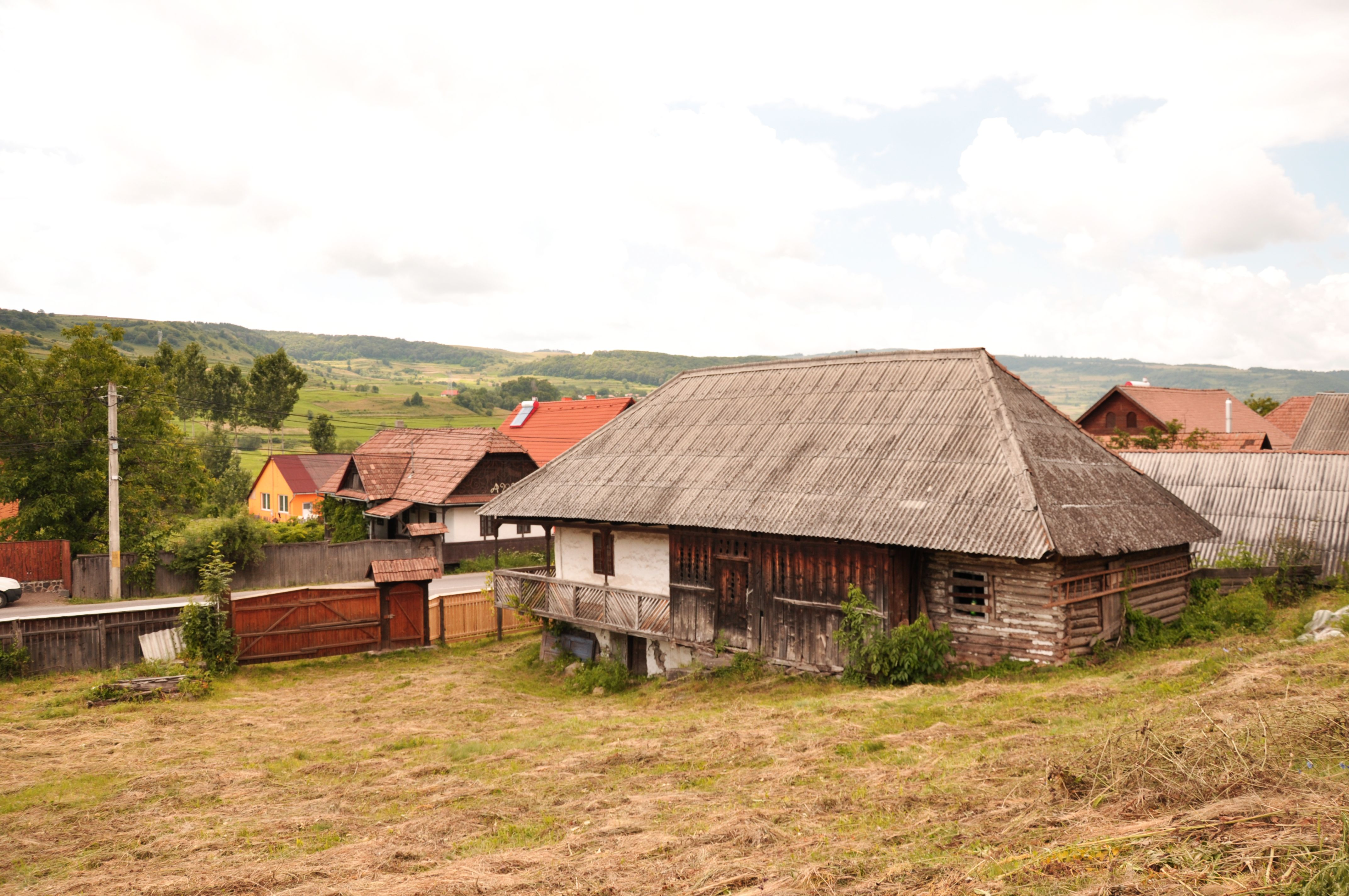
Casa de lemn (Fábián Vince), cu cuptor de ceramică smălțuită (monument istoric)
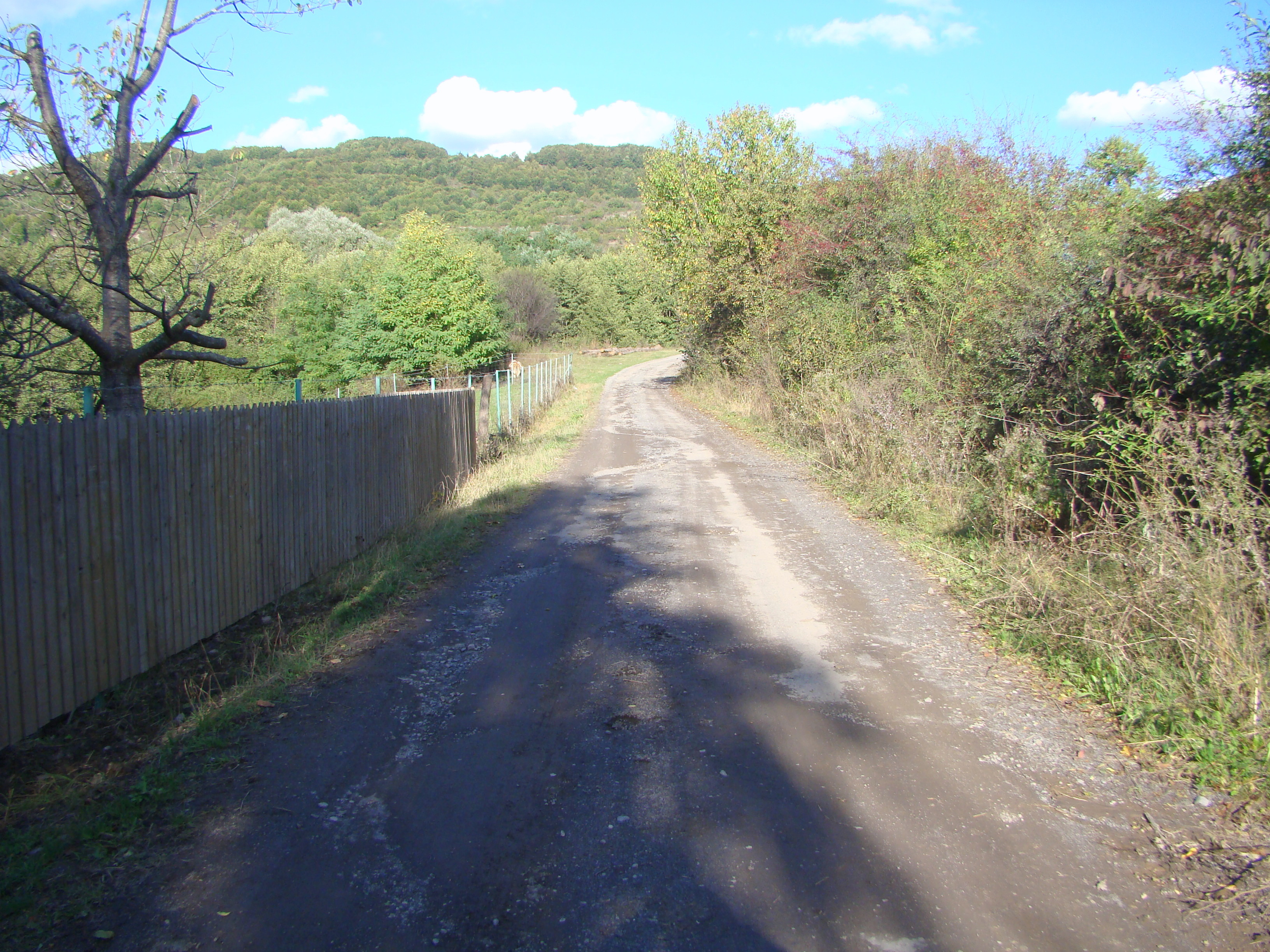
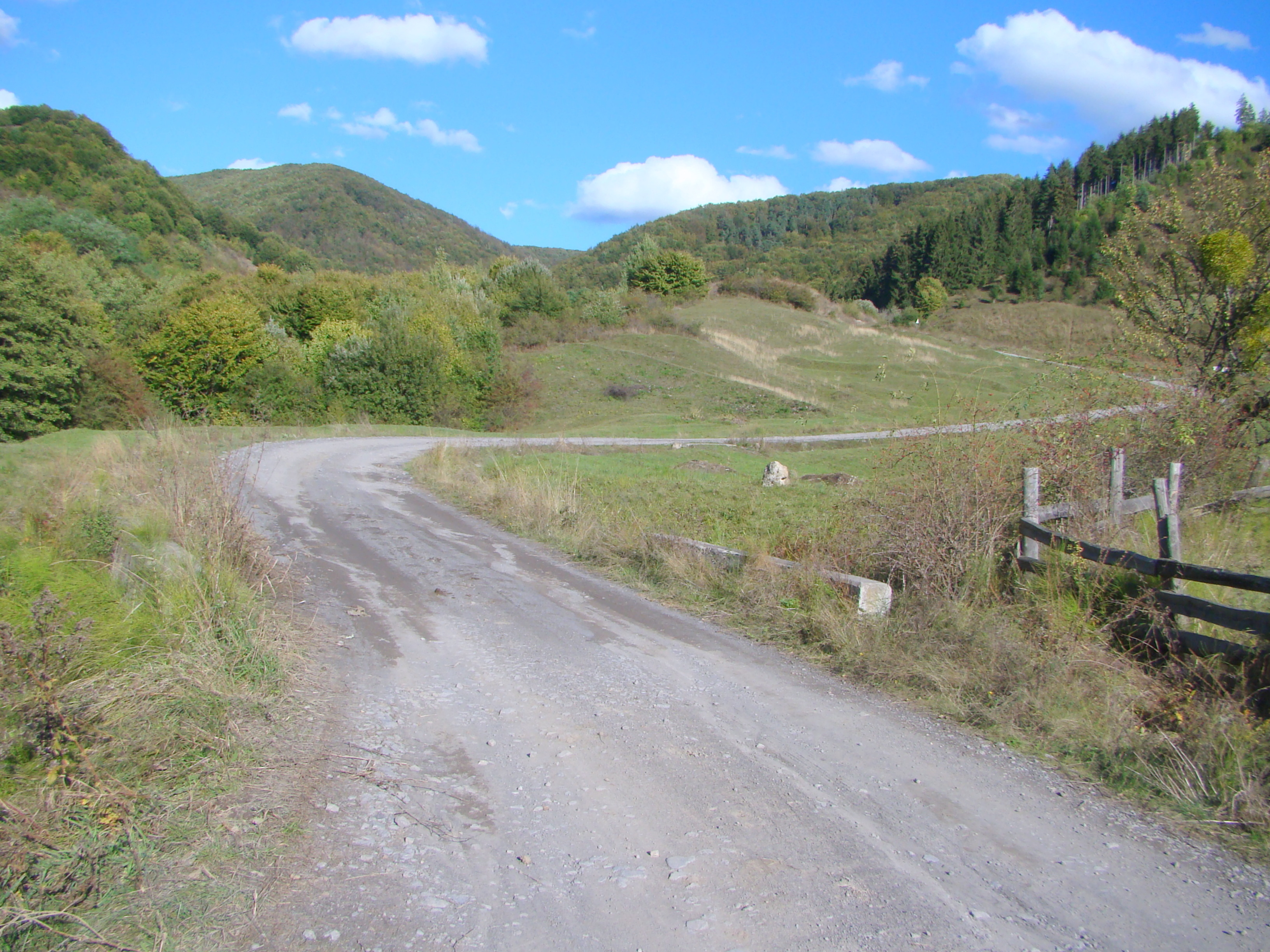
Drumul Ocna de Sus-Becaș